# Егылница
Егылница (болг. Егълница) — село в Болгарии. Находится в Перникской области, входит в общину Ковачевци. Население составляет 275 человек.

## Политическая ситуация
Кмет (мэр) общины Ковачевци — Йордан Стефанов Миланов (Политическое движение социал-демократов (ПДСД)) по результатам выборов.